# Angela Senftinger
Angela Senftinger (ur. 11 lutego 1977 r.) – niemiecka narciarka, specjalistka narciarstwa dowolnego. Najlepszy wynik na mistrzostwach świata osiągnęła podczas mistrzostw w Ruka, gdzie zajęła 15. miejsce w skicrossie. Nie startowała na igrzyskach olimpijskich. Najlepsze wyniki w Pucharze Świata osiągnęła w sezonie 2004/2005, kiedy to zajęła 25. miejsce w klasyfikacji generalnej, a w klasyfikacji skicrossu była siódma.
W 2007 r. zakończyła karierę.

## Sukcesy

### Mistrzostwa Świata
| Miejsce | Dzień    | Rok  | Miejscowość          | Konkurencja | Zwycięzca     |
| ------- | -------- | ---- | -------------------- | ----------- | ------------- |
| 17.     | 18 marca | 2005 | Ruka                 | Skicross    | Karin Huttary |
| DNF     | 6 marca  | 2007 | Madonna di Campiglio | Skicross    | Ophélie David |

### Puchar Świata

#### Miejsca w klasyfikacji generalnej
- 2003/2004 – 90.
- 2004/2005 – 25.
- 2005/2006 – 56.
- 2006/2007 – 60.

#### Miejsca na podium
1. Pozza di Fassa – 15 stycznia 2005 (Skicross) – 3. miejsce